# Station Palaiseau - Villebon
Massy - Villebon is een station gelegen in de Franse gemeente Palaiseau en het departement van Essonne.

## Geschiedenis in jaartallen
- 29 juli 1854: Het station werd geopend
- 18 januari 1938: Het station werd onderdeel van de Ligne de Sceaux tussen Luxembourg en Limours
- 29 december 1977: Palaiseau werd onderdeel van RER B

## Het station
Het station is onderdeel van het RER-netwerk (Lijn B) en ligt voor Passe Navigo gebruikers in zone 4. Palaiseau ligt aan RER-tak B4 en telt twee sporen en twee perrons.

## Overstapmogelijkheid
- Noctilien
  - één buslijn

- Cars d'Orsay
  - één buslijn

## Vorig en volgend station
| Richting                    | Vorig station | Lijn  | Volgend station | Richting                                             |
| --------------------------- | ------------- | ----- | --------------- | ---------------------------------------------------- |
| Saint-Rémy-lès-Chevreuse B4 | Lozère        | RER B | Palaiseau       | Aéroport Charles de Gaulle 2 TGV B3 Mitry - Claye B5 |